# Morfemas ligados y libres
En lingüística, un morfema ligado es un morfema (la unidad elemental de la morfosintaxis) que puede aparecer únicamente como parte de una expresión más grande, mientras que un morfema libre (o morfema no ligado ) es uno que puede existir por sí solo como una palabra.  Un morfema ligado es un tipo de forma ligada, y un morfema libre es un tipo de forma libre . 

## Ocurrencia de forma aislada
Una forma es una forma libre si puede ocurrir de forma aislada como un enunciado completo, p. ej. John está corriendo, o John, o corriendo (esto puede ocurrir como respuesta a una pregunta como ¿Qué está haciendo él? ).  Una forma que no puede ocurrir de forma aislada es una forma ligada, por ejemplo, -está y el sufijo -iendo (en John está corriendo ). En la mayoría de los libros de texto de lingüística, la no ocurrencia aislada se considera el criterio principal para la delimitación. 

## Raíces y afijos
Los afijos están ligados por definición.  En el caso del idioma inglés, por ejemplo, los afijos son casi exclusivamente prefijos o sufijos : pre- en "precaution" y -ment en "shipment". Los afijos pueden ser flexivos, indicando cómo una determinada palabra se relaciona con otras palabras en una frase más larga, o derivativos, cambiando la parte del discurso o el significado real de una palabra. 
La mayoría de las raíces en inglés son morfemas libres (por ejemplo , examin- en examination, que puede aparecer de forma aislada: examine ), pero otros están ligados (por ejemplo, bio- en biology ). Las palabras como presidente que contienen dos morfemas libres ( silla y hombre ) se denominan palabras compuestas . 
Los morfemas de "Cranberry" son una forma especial de morfema ligado cuyo significado independiente ha sido desplazado y solo sirve para distinguir una palabra de otra, como en cranberry, en el que el morfema libre berry está precedido por el morfema ligado cran-, que significa "grulla" a partir del nombre anterior de la baya, "crane berry". 
Un morfema vacío es un tipo especial de morfema ligado sin significado inherente. Los morfemas vacíos cambian la fonética de una palabra, pero no ofrecen ningún valor semántico a la palabra en su conjunto. 
Ejemplos:
| Morfema | Forma del morfema | Significado del morfema |
| ------- | ----------------- | --- |
| fact-   | Morfema libre     | Una idea o concepto, generalmente demostrado como verdadero con evidencia que lo respalda, que ha sido socialmente aceptado. |
| -u-     | Morfema ligado    | Sin significado. (Morfema vacío)                                                                                             |
| -al     | Morfema ligado    | Un tipo de, perteneciente a, relacionado con, etc. Crea una forma adjetiva del sustantivo al que complementa.                |

| Morfema     | Forma del morfema | Significado del morfema                                                                                           |
| ----------- | ----------------- | --- |
| sens(e -ø)- | Morfema libre     | La percepción que tiene un cuerpo de un estímulo externo.                                                         |
| -u-         | Morfema ligado    | Sin significado. (Morfema vacío)                                                                                  |
| -al         | Morfema ligado    | Una especie de, perteneciente a, relacionado con, etc. Crea una forma adjetiva del sustantivo al que complementa. |

| Morfema | Forma del morfema | Significado del morfema                                 |
| ------- | ----------------- | ------------------------------------------------------- |
| speed-  | Morfema libre     | La velocidad con la que un objeto recorre la distancia. |
| -o-     | Morfema ligado    | Sin significado. (Morfema vacío)                        |
| -meter  | Morfema libre     | Un dispositivo de medición.                             |

## Formación de palabras
Las palabras pueden formarse puramente a partir de morfemas ligados, como en el caso del inglés permit, que en última instancia proviene del latín per "a través de" + mittō "I send", donde per- y -mit son morfemas ligados en inglés. Sin embargo, a menudo se piensa que son simplemente un único morfema. Per no es un morfema ligado; un morfema ligado, por definición, no puede existir por sí solo como palabra. Per es una palabra independiente como se ve en la oración: "Voy al gimnasio dos veces al día".
Un ejemplo similar se da en chino ; la mayoría de sus morfemas son monosilábicos y se identifican con un carácter chino debido a la escritura mayoritariamente morfosilábica, pero existen palabras bisílabas que no se pueden analizar en morfemas independientes, como 蝴蝶húdié 'butterfly'. Entonces, las sílabas individuales y los caracteres correspondientes se usan solo en esa palabra, y si bien pueden interpretarse como morfemas ligados 蝴hú- y 蝶-dié, más comúnmente se considera un solo morfema disílabo. Consulte los morfemas chinos polisílabos para obtener más información.
Los lingüistas suelen distinguir entre formas productivas e improductivas cuando hablan de morfemas. Por ejemplo, el morfema ten- en "tenant" (inquilino en español) se derivó originalmente de la palabra latina tenere, "sostener", y el mismo significado básico se observa en palabras como "tenable" (sostenible) e "tenable" (intención). Pero como ten- no se usa en inglés para formar palabras nuevas, la mayoría de los lingüistas no lo considerarían un morfema.

## Lenguajes analíticos y sintéticos
Una lengua con una proporción muy baja de morfemas por palabra es una lengua aislante . Debido a que este tipo de lenguaje utiliza pocos morfemas ligados, expresa la mayoría de las relaciones gramaticales mediante el orden de las palabras o palabras auxiliares, por lo que es un lenguaje analítico .
Por el contrario, un lenguaje que utiliza un número sustancial de morfemas ligados para expresar relaciones gramaticales es un lenguaje sintético .